# Spoorlijn aansluiting Wilhelminental - aansluiting Friedensweg
De spoorlijn aansluiting Wilhelminental - aansluiting Friedensweg was een Duitse spoorlijn in Sleeswijk-Holstein en was als spoorlijn 1004 onder beheer van DB Netze. 

## Geschiedenis
Het traject werd door de Peto, Brassey and Betts geopend in 1864 als aansluiting van Flensburg op de lijn naar Denemarken. Met de opening van het nieuwe station van Flensburg in 1927 werd de lijn vervangen door de spoorlijn Flensburg - aansluiting Friedensweg, waardoor treinen niet langer van richting hoefden te wisselen.

## Aansluitingen
In de volgende plaatsen is of was er een aansluiting op de volgende spoorlijnen:
aansluiting Wilhelminental
DB 1040, spoorlijn tussen Neumünster en Flensburg
aansluiting Friedensweg
DB 1000, spoorlijn tussen Flensburg en Padborg
DB 1005, spoorlijn tussen Flensburg en de aansluiting Friedensweg